# Nisaetus philippensis
El águila-azor filipina (Nisaetus philippensis), anteriormente colocada en Spizaetus, es una especie de ave rapaz diurna de la familia Accipitridae endémica de las Filipinas. Habita en bosques húmedos de tierras bajas. Está amenazada por la pérdida de hábitat.
Muchos taxónomos consideran al águila azor de Pinsker (Nisaetus pinskeri), una antigua subespecie, como especie separada.